# Пропагандни модел
Пропагандни модел је концептуални модел политичке економије који су развили Едвард С. Херман и Ноам Чомски како би објаснили како функционишу пропагандна и системска пристраност у корпоративним масовним медијима. Модел настоји објаснити како се манипулише становништвом и како се сагласност за економску, социјалну политику „производи“ у јавности због ове пропаганде. Теорија каже да начин структурирања корпоративних медија (нпр. Оглашавањем, концентрацијом власништва над медијима, владиним изворима) ствара инхерентни сукоб интереса који делује као пропаганда недемократских сила.
Први пут представљен у својој књизи из 1988. Сагласност производње: Политичка економија масовних медија, пропагандни модел посматра приватне медије као предузећа која су заинтересована за продају производа - читаоцима и публици - другим предузећима (оглашивачима), а не за понуду квалитетних вести јавности. Теорија постулира пет општих класа „филтера“ који одређују врсту вести која се представљају у информативним медијима. Ових пет класа су: власништво над медијем, извори финансирања медија, прикупљање података, промашаји и антикомунизам или „идеологија страха“.
Прве три аутори генерално сматрају најважнијим. У верзијама објављеним након напада 11. септембра на Сједињене Државе 2001. године, Чомски и Херман су ажурирали пету зону која се односи на "рат против тероризма" и "антитероризам", за који тврде да делује на исти начин.
Иако се модел заснивао углавном на медијима Сједињених Држава, Чомски и Херман сматрају да је теорија подједнако применљива на било коју земљу која дели основну економску структуру и принципе организовања које модел поставља као узрок медијске пристраности. Њихове претпоставке су потврдили бројни научници и од тада се емпиријски процењује пропагандна улога медија у западној Европи и Латинској Америци. 

## Филтери

### Власништво
Величина и императив профита доминантних медијских корпорација стварају пристраност. Аутори указују на то како се у раном деветнаестом веку појавила радикална британска штампа која се бавила бригама радника, али прекомерне поштарине, дизајниране да ограниче власништво над новинама на „угледне“ богаташе, почеле су да мењају лице штампе. Ипак, и даље је постојала разноврсност. У Британији, после Другог светског рата, радикалне или раднички прилагођене новине попут Дејли Хералда, Њуз Хроникла, Сандеј Ситизен-а (све које су пропале или су уклопљене у друге публикације) као и Дејли Мирор (барем до краја 1970-их) редовно су објављивале чланке испитивања капиталистичког система. Аутори тврде да ти ранији радикални радови нису били ограничени корпоративним власништвом и зато су били слободни да критикују капиталистички систем.
Херман и Чомски тврде да будући да су мејнстрим медији тренутно велике корпорације или део конгломерата (нпр. Вестингхаус или Џенерал Електрик), информације представљене јавности биће пристране у односу на ове интересе. Такви конгломерати често се протежу изван традиционалних медијских поља и на тај начин имају опсежне финансијске интересе који могу бити угрожени ако се објаве одређене информације. Према овом образложењу, вести које највише угрожавају корпоративне финансијске интересе оних који су власници медија суочиће се са највећом пристрасношћу и цензуром.
Затим следи да ако максимализовати профит значи жртвовати објективност вести, онда извори вести који на крају опстану морају бити у основи пристрани, с обзиром на вести у којима постоји сукоб интереса.

### Оглашавање
Други филтер пропагандног модела је финансирање настало оглашавањем. Већина новина мора користити рекламирање да би покрили трошкове производње; уколико то не раде, морали би да повећају цену својих новина. Широм медија постоји жестока конкуренција у циљу привлачења оглашивача; новине које добијају мање реклама од својих конкурената су у озбиљном неповољном положају. Недостатак успеха у повећању прихода од реклама био је још један фактор пропасти „народних новина“ из деветнаестог и двадесетог века.
Производ је састављен од имућних читалаца који купују новине - који такође чине образовани сектор за доношење одлука - док стварна клијентела коју новине опслужују укључује предузећа која плаћају за рекламирање своје робе. Према овом филтру, вест има за циљ да привуче привилеговане читаоце да виде рекламе које чине садржај и тако ће попримити било који облик који највише погодује за привлачење образованих доносиоца одлука. Приче које су у сукобу са њиховим расположењем за куповину, тврде да ће бити маргинализоване или искључене, заједно са информацијама које представљају слику света која се сукобљава са интересима оглашивача. Теорија тврди да су људи који купују новине производ који се продаје предузећима која купују рекламни простор; вест има само маргиналну улогу као производ.

### Одбрана
Четврти филтер је „одбрана“, који су Херман и Чомски описали као „негативне одговоре на медијску изјаву или [ТВ или радио] програм. Може бити у облику писама, телеграма, телефонских позива, петиција, тужби, говора и предлога закона пред Конгресом и других начина жалби, претњи и казнених радњи '. Пословне организације се редовно окупљају како би формирале одбрамбене машине. Пример је америчка Глобална климатска коалиција (ГЦЦ), која садржи фосилна горива и аутомобилске компаније као што су Ексон, Тексако и Форд. ГЦЦ је покренула Бурсон-Марстелер, једна од највећих светских компанија за односе са јавношћу, како би напала кредибилитет климатских научника и 'застрашујуће приче' о глобалном загревању.
За Чомског и Хермана „одбрана“ се односи на негативне одговоре на медијску изјаву или програм. Израз "одбрана" коришћен је за описивање онога што Чомски и Херман виде као настојања да се дискредитују организације или појединци који се не слажу или доводе у сумњу превладавајуће претпоставке које Чомски и Херман сматрају повољним за успостављену власт. За разлику од прва три механизма „филтрирања“ - који су изведени из анализе тржишних механизама - одбрану карактеришу усаглашени напори у управљању јавним информацијама.

### Антикомунизам и страх
Пети и последњи филтер вести који су Херман и Чомски идентификовали је био "антикомунизам". Сагласност за производњу написана је за време хладног рата. Чомски је ажурирао модел као "страх", често као "непријатељ" или "зли диктатор", попут пуковника Гадафија, Паула Бија, Садама Хусеина, Слободана Милошевића или Владимира Путина. То је приказано у насловима британског таблоида „Разби Садама!“ и 'Нападај Слобу!'. Исто се каже да ће се проширити и на главно извештавање еколога као "еко-терориста". Сандеј Тајмс је 1999. године објавио низ чланака оптужујући активисте из ненасилне директне акцијске групе Риклејм д Стритс да се складиште за ЦС гас и омамљујуће оружје.
Анти-идеологије искориштавају страх и мржњу јавности према групама које представљају потенцијалну претњу, било стварну, претерану или замишљену. Комунизам је некада представљао главну претњу по моделу. Комунизам и социјализам су њихови негативци приказани као угрожавање слобода говора, покрета, штампе и тако даље. Они тврде да се такав приказ често користио као средство за утишавање гласова критичних према интересима елите. Чомски тврди да је од краја хладног рата (1991) антикомунизам замењен "ратом против тероризма", као главним механизмом социјалне контроле: "Антикомунизам се повукао као идеолошки фактор у западним медијима, али није мртав ... 'Рат против тероризма' пружио је корисну замену за совјетску претњу. " Након догађаја 11. септембра 2001, неки се научници слажу да исламофобија замењује антикомунизам као нови извор јавности страх.

## Примери
Након теоријског излагања пропагандног модела, Сагласност производње садржи велики одељак где аутори желе да тестирају своје хипотезе. Ако је пропагандни модел исправан и филтери утичу на медијски садржај, очекује се одређени облик пристрасности - онај који систематски фаворизује корпоративне интересе.
Такође су гледали на оно што су доживљавали као „историјске контролне групе“ где се два догађаја, слична по својствима, али различита у очекиваном ставу медија према њима, супротстављају коришћењем објективних мера као што су покривање кључних догађаја или уводници који фаворизују одређено питање (мерено бројем).

### Покривање „непријатељских” земаља
Примери пристрасности које су дали аутори укључују неуспех медија да доведу у питање легалност рата у Вијетнаму, истовремено наглашавајући Совјетско-авганистански рат као акт агресије.
Друге пристраности укључују склоност наглашавању насилних дела попут геноцида више у непријатељским или непријатељским земљама као што је Косово, истовремено игноришући већи геноцид у савезничким земљама као што је индонезијска окупација Источног Тимора. Каже се да ова пристраност постоји и на страним изборима, која дају повољан медијски извештај лажним изборима у савезничким земљама као што су Ел Салвадор и Гватемала, док се неповољна покривеност даје легитимним изборима у непријатељским земљама као што је Никарагва.
Чомски такође тврди да су медији прецизно пратили догађаје попут битке за Фалуџу, али је због идеолошке пристраности деловао као провладина пропаганда. Описујући покривеност рације у Општој болници Фалуџа, он је изјавио да је Њујорк Тајмс „тачно снимио битку за Фалуџу, али је она слављена ... била је прослава текућих ратних злочина“.

### Скандали пропуштања
Аутори указују на пристраности објављујући само скандале који пријављују ккоји користе моћним групама, игноришући скандале који штете немоћнима. Највећи пример је то како су амерички медији увелико покривали аферу Вотергејт али су игнорисали изложеност COINTELPRO-а. Док је афера Вотергејт било политичка претња моћним људима (демократима), COINTELPRO је нанео штету просечним грађанима Остали примери укључују покривање афере Иран-Контра фокусирајући се само на људе на власти као што је Оливер Норт, али изостављајући покривање цивила убијених у Никарагви као резултат помоћи побуњеничким групама.
У интервјуу из 2010. године, Чомски је упоредио извештавање о авганистанским ратним дневницима које је објавио Викиликс и недостатак медијског извјештавања са студијом озбиљних здравствених проблема у Фалуџи. Иако је било довољно покривања Викиликса, америчка студија Фалуџе није постојала у Америци  у којој су британски медији здравствено стање у Фалуџи описали као "горе од Хирошиме".